# Agar MacConkey

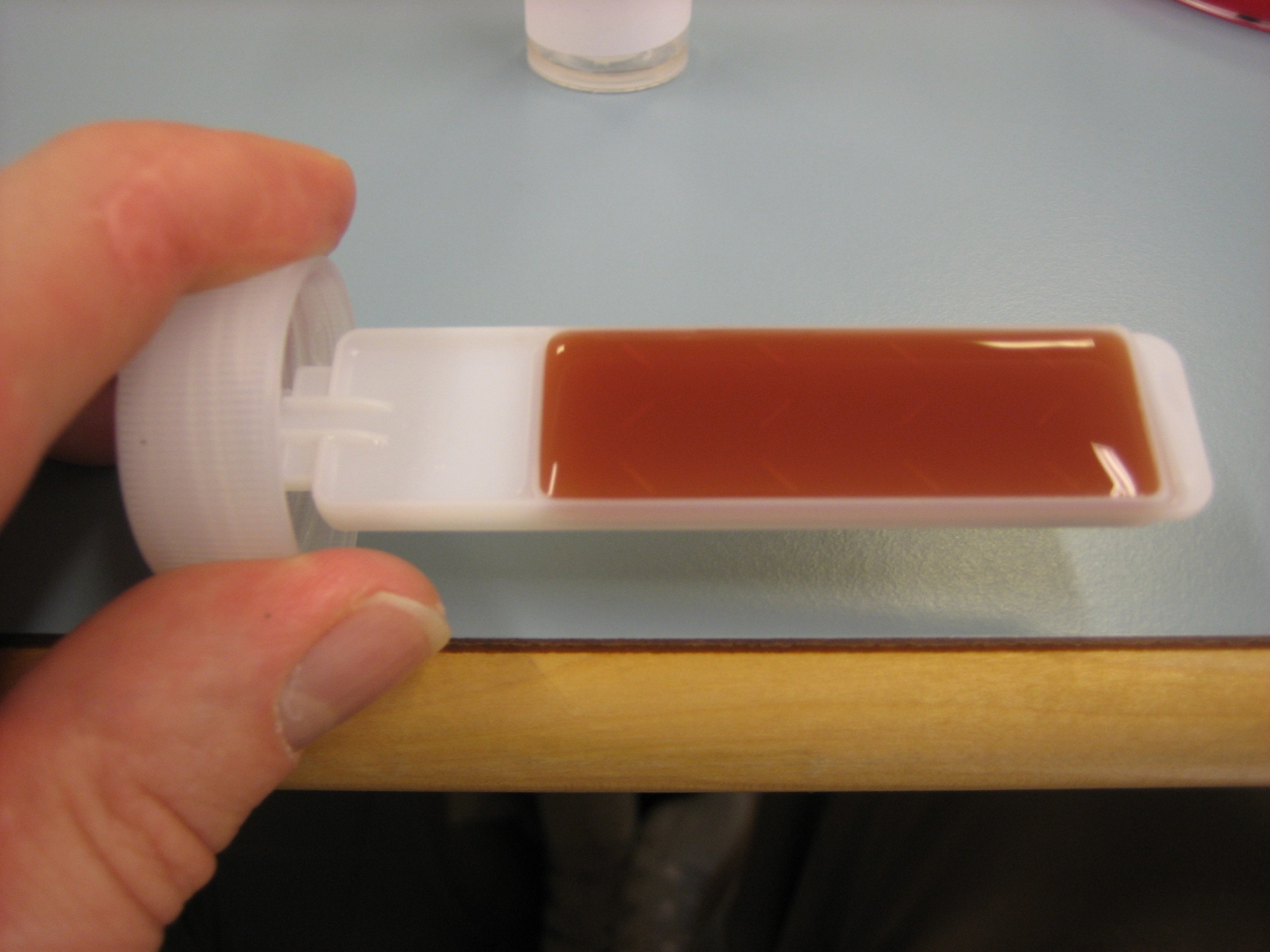
Una placa de cultivo de McConkey incubada con E. coli.

El agar MacConkey es un medio de cultivo selectivo y diferencial para bacterias diseñado para aislar selectivamente bacilos Gram  negativos
 y entéricos (encontrados normalmente en el tracto intestinal) y diferenciarlos sobre la base de la fermentación de la lactosa. El cristal violeta y las sales biliares inhiben el crecimiento de organismos grampositivos, lo que permite la selección y el aislamiento de bacterias gramnegativas. Las bacterias entéricas que tienen la habilidad de fermentar lactosa pueden ser detectadas utilizando el carbohidrato lactosa y el indicador de pH rojo neutro.

## Ingredientes
Los ingredientes necesarios para este medio son los siguientes: sales biliares (medio inhóspito para el crecimiento de bacterias Gram positivas, excepto Enterococcus y algunas especies de Staphylococcus), colorante cristal violeta (inhóspito para cierto tipo de bacterias Gram-positivo), indicador rojo neutro (el cual marca microorganismos que fermenten la lactosa), lactosa, peptona y cloruro sódico.

## Usos

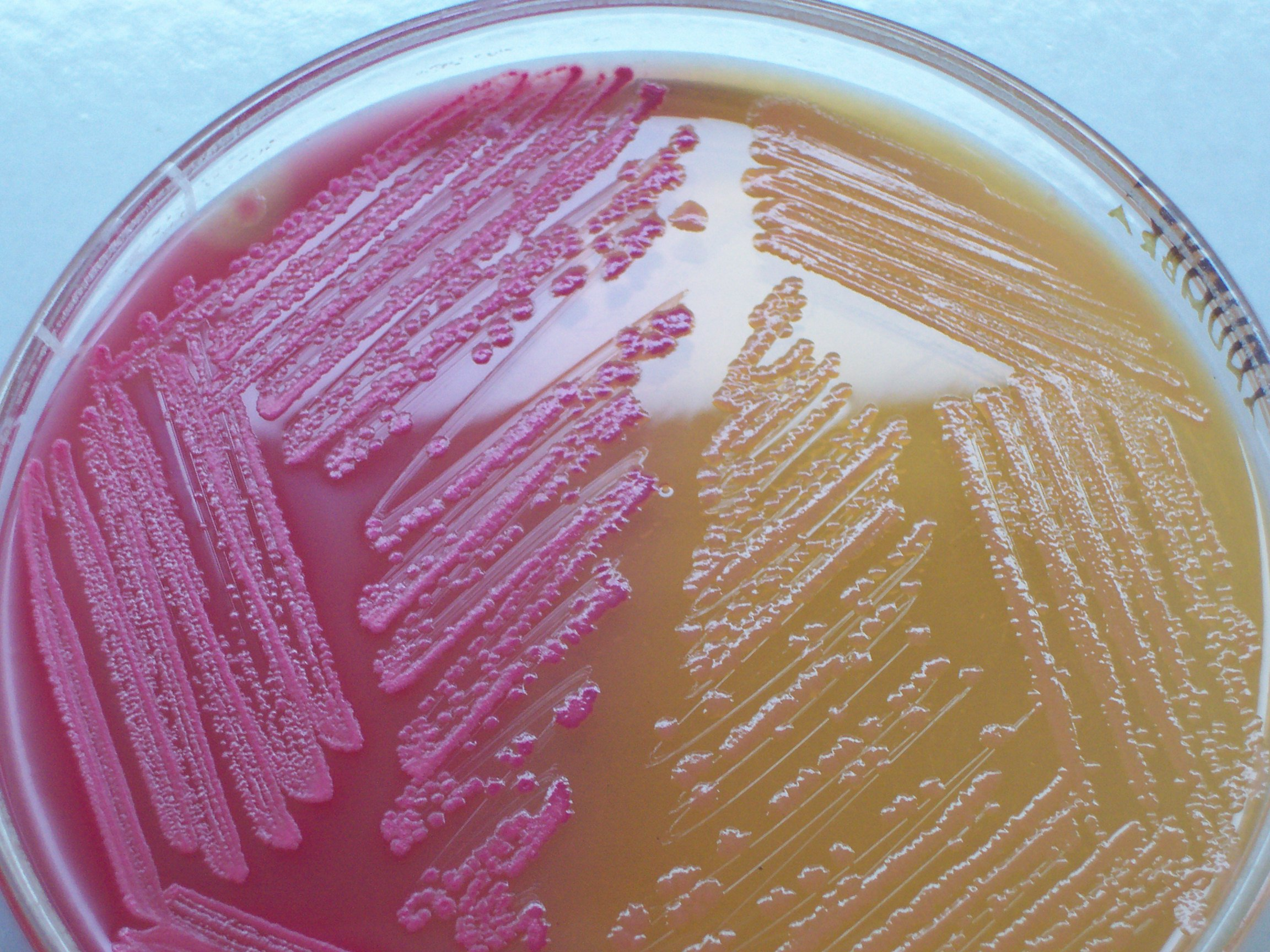
Agar MacConkey con colonias Lac+ (izquierda) y colonias Lac- (derecha).

Sirve como un indicador visual de pH, distinguiendo así las bacterias gram negativas que pueden fermentar la lactosa (Lac+) y las que no pueden (Lac-).

### Lac+
Al utilizar la lactosa en el medio, las bacterias Lac+ como lo son Escherichia coli, Enterobacter y Klebsiella producen acidez, lo cual hace que baje el pH de 7,1 ± 0,2 lo que tiene como consecuencia la aparición de colonias de color rosadas o rojas. Algunas bacterias en cambio fermentan la lactosa de manera lenta, estas siguen siendo Lac+ por ejemplo: Serratia y Citrobacter.

### Lac-
Bacterias que no fermenten la lactosa como lo son Salmonella, Proteus y Shigella utilizaran peptona en su lugar, formando amoníaco, lo cual incrementa el pH del agar, formando colonias blancas o incoloras.